# 埃爾多拉多省
埃爾多拉多省（西班牙語：Provincia de El Dorado），是秘魯的省份，位於該國中北部聖馬丁大區，首府是聖何塞德西薩，始建於1992年12月9日，面積1,298平方公里，2007年人口33,638，人口密度為每平方公里25.91人。
6°37′00″S 76°41′33″W / 6.616590°S 76.692400°W